# Szymon Krawczyk
Szymon Krzysztof Krawczyk (* 8. August 1998 in Jarocin) ist ein ehemaliger polnischer Radsportler, der Rennen auf Bahn und Straße bestritt.

## Sportliche Laufbahn
Schon als Juniorenfahrer war Szymon Krawczyk international sowie national erfolgreich: Nachdem er 2015 bei den Bahneuropameisterschaften der Junioren mit dem Team Silber in der Mannschaftsverfolgung errungen hatte, wurde er im Jahr darauf sowohl Junioren-Weltmeister wie auch Junioren-Europameister im Punktefahren. Zudem wurde er 2015 und 2016 polnischer Straßenmeister der Junioren. Bei den Junioren-Europameisterschaften 2017 belegte er mit dem polnischen Team Rang drei in der Mannschaftsverfolgung.
2018 gewann Krawczyk bei den Bahneuropameisterschaften der Elite in Glasgow Bronze im Ausscheidungsfahren. Auf der Straße wurde er 2020 polnischer U23-Meister im Einzelzeitfahren und gewann eine Etappe des Giro della Regione Friuli Venezia Giulia.

## Erfolge

### Bahn
2015
- Junioren-Europameisterschaft – Punktefahren
- Polnischer Meister – Mannschaftsverfolgung (mit Paweł Zaleśny, Dawid Czubak und Mikolaj Sójka)

2016
- Junioren-Weltmeister – Punktefahren
- Junioren-Europameister – Punktefahren
- Junioren-Europameisterschaft – Mannschaftsverfolgung (mit Dawid Czubak, Patryk Pazik und Bartosz Rudyk)

2017
- U23-Europameisterschaft – Mannschaftsverfolgung (mit Dawid Czubak, Daniel Staniszewski und Bartosz Rudyk)

2018
- Europameisterschaft – Ausscheidungsfahren
- Polnischer Meister – Einerverfolgung, Punktefahren, Zweier-Mannschaftsfahren (mit Damian Sławek)

### Straße
2015
- Polnischer Junioren-Meister – Straßenrennen

2016
- Polnischer Junioren-Meister – Straßenrennen

2020
- Polnischer U23-Meister – Zeitfahren
- eine Etappe Giro della Regione Friuli Venezia Giulia